# Александер Валеріан Яблоновський
Александер Валеріан Яблоновський (пол. Aleksander Walerian Jabłonowski; 19 квітня 1829 — 22 серпня 1913, Куяльницький лиман біля Одеси) — польський історик й етнограф.

## Біографія
Походив зі шляхетної родини на Підляшші. Середню освіту здобув у повітовій школі (1837—1842) в Дорогичині та у гімназії (1843—1847) в Білостоку. Згодом вступив на філологічно-історичний факультет Київського університету святого Володимира, де у 1847-49 роках вивчав славістичні дисципліни. Продовжував навчання у Дерптському університеті, студіював класичну та германську філософію, історію.
У 1853—1858 роках працював учителем на Київщині та Брацлавщині. Яблоновський був людиною, яка постійно самостійно займалась самоосвітою та поглибленням своїх знань. Він значно більше завдячував особистим науковим контактам та багаторічним подорожам, ніж університетській освіті. Відомості зі сфери славістики та історії значно поглибив за час досліджень і наукових подорожей в 1859—1861 роках. Намагаючись розширити свої знання, вивчав світову історію у Берлінському університеті, дослідження етногенезу слов'ян здійснював в Британському музеї у Лондоні, результатом яких була праця видана в Парижі під назвою «Krytyka poglądu etnicznohistorycznego Franciszka Duchińskiego» («Przegl. Rzeczy Pol», 1859). У Брюсселі налагодив контакти з Йоахимом Лелевелем. Після навчання в Сорбоні, Празі та Відні, де він зустрічався з Франьом Миклошічем та Вуком Караджичем, цікавлячись, зокрема, народною сербською поезією та впливами Сходу на культуру Південних слов'ян, Яблоновський здійснив подорож до Сербії та Хорватії, також на Балкани.
1861 року оселився в Києві, де, будучи домашнім вчителем Яна і Кароля Бжозовскіх, був втягнутий Стефаном Бобровським в конспіраційну діяльність академічної молоді, серед якої Яблоновський був особою цінованою та популярною як людина з демократичними та поступовськими поглядами. Восени 1862 року він був вибраний членом провінційного комітету Центрального Національного Комітету «Червоних», за що у 1867 році був висланий до Керенська у Пензенській губернії, де проводив етнографічні дослідження мордви. З київського періоду та короткого перебування в Одесі походять праці Яблоновського «Rodzina w Polsce, jej rozwój historyczny» (lwowski «Dzien. Liter.», 1862) та «Koleje dziejowego zrzeszania się Słowian nadkarpackich do połowy XV wieku» («Kwart. Kłosów», 1877).
У 1868 одержав дозвіл на постійне проживання у Варшаві, звідки невдовзі виїхав у подорож на Близький Схід (Палестина, Сирія, Месапотамія і Курдистан) і до Північної Африки (Єгипет і Туніс). Результати подорожі були відображені в статтях "Ustęp z pamiętnika podróży po muzumanskim Wschodzie odbytej w 1870 r. («Bluszcz», 1871 [nr. 23-7], «Tyg. IlIustr.», 1872 [nr. 252-60], 1874 [nr. 330-9]) та «Wschód muzułmański» («Ateneum», 1876 t. 4 z. 10-11). Повернувшись в 1870 році до Варшави друкувався в тогочасних польських часописах, зокрема і в «Ateneum», який він заснував разом із В. Спасовичем в 1876 році і був одним із найцінніших його співробітників.
Після повернення в 1875 разом з А. Павлеським розпочав публікувати джерела з історії Польсько-Литовської держави, у тому числі і українських земель у складі Речі Посполитої (1876—1910).
У 1872-92 роках здійснював часті подорожі, головним чином до України та на Балкани. Виявив, оприлюднив 1880 року перший, 1882 року другий описи старої фортеці в Кам'янці-Подільському — найважливіші документи, які дозволяють досить рельєфно уявити, яким був замок у XV-XVi століттях (описи: 1494 року, коли замок передавали новому старості, та 1544 року, коли белзький каштелян Войцех Стажеховскі перевіряв роботи, які виконав у замку військовий інженер, архітектор Йокуб Претфус (Іов Претвич)). В 1886 році перебував в Константинополі.
До своїх зацікавлень історично-етнографічних повернувся в статті "Najnowsze teorje heraldyczne pochodzenia polskiego, społeczeństwa szlacheckiego ze stanowiska etnograficznego («Wisła», 1891 t. 4) та в праці «Lud, rys ludoznawstwa połskiego» (Lw. 1906), де Яблонський опрацював розділ, присвячений проблемам географії і етнографії українців (малоросів).
Ряд праць Яблоновського присвячені проблемам історії, етнографії та географії України. Видав історичний атлас земель Речі Посполитої XVI—XVII століть, дослідженням історії Києво-Могилянської академії.
З 1892 — член Історичного товариства Нестора-літописця у Києві. З 1894 — член Краківської Академії наук, доктор Львівського університету (з 1912), з 1913 — член Королівського Історичного товариства у Лондоні.
Похований на Повонзківському цвинтарі (місце 209–VI–24) у Варшаві.

## Твори
Разом з Адольфом Павінським видавав з 1875 серію «Zródla dziejowe» («Історичні джерела»), в яких поруч з документами містив свої розвідки. Деякі томи джерел і праць Яблоновського присвячені українським землям:
- «Lustracye królewszczyzn ziem ruskich Wołynia, Podola i Ukrainy z pierwszej połowy XVII wieku [Архівовано 1 січня 2016 у Wayback Machine.]» (1877),
- «Rewizya zamków ziemi wołyńskiej w połowie XVI wieku» (1877),
- «Ziemie ruskie. Ukraina (Kijów — Bracław). T. 1 [Архівовано 7 січня 2016 у Wayback Machine.]» (1894),
- «Ziemie ruskie. Ukraina (Kijów — Bracław). T. 2 [Архівовано 7 січня 2016 у Wayback Machine.]» (1894),
- «Ziemie ruskie. Ukraina (Kijów — Bracław). T. 3 [Архівовано 7 січня 2016 у Wayback Machine.]» (1897),
- «Ziemie ruskie. Ruś Czerwona. Cz. 1 [Архівовано 7 березня 2016 у Wayback Machine.]» (1902),
- «Ziemie ruskie. Ruś Czerwona. Cz. 2» (1903),
- «Ziemie ruskie. Wołyń i Podole [Архівовано 7 січня 2016 у Wayback Machine.]» (1889).

Яблоновський — автор монографій з історії України «Akademia Kijowsko-Mohilańska: zarys historyczny na tle rozwoju ogólnego cywilizacyi zachodniej na Rusi» [Архівовано 3 серпня 2016 у Wayback Machine.] (1899 — 1900) і «Historya Rusi południowej do upadku Rzeczypospolitej Polskiej» (1912), в яких перебільшував вплив польської культури на українську, заперечував державницькі здібності українців, применшував роль козаччини. Аналіз останньої праці Яблоновського подав М. Залізняк («Історія України Олександра Яблоновського», ЗНТШ т. CXVI, 1913).
Зібрання творів Яблоновського «Pisma Alexandra Jablonowskiego» видано у Варшаві (1910 — 13) у 7 тт.; перші 4 тт. присвячені історії України:
- T. 1, Ziemie Ruskie Rzeczypospolitej[недоступне посилання з червня 2019]
- T. 2, Kresy ukrainne[недоступне посилання з червня 2019]
- T. 3, Ukraina[недоступне посилання з червня 2019]
- T. 4, Wołyń, Podole i Ruś Czerwona
- T. 5, Słowiańszczyzna południowa oraz Wołosza i Albania[недоступне посилання з червня 2019]
- T. 6, Wschód muzułmański
- T. 7, Rzeczy polskie[недоступне посилання з червня 2019]
- Atlas historyczny Rzeczypospolitej Polskiej